# 78-й отдельный гвардейский тяжёлый танковый полк
78-й отдельный гвардейский танковый Дновский полк прорыва — воинское подразделение Вооружённых сил СССР в Великой Отечественной войне.
Сокращённое наименование — 78-й гв. оттп.

## Формирование и организация
78-й гв. тяжелый танковый полк переформирован 24 августа 1944 г. из 37-го отдельного танкового полка, принимавшего участие в боевых действиях с 15 ноября 1942 г. в составе 1-й и 3-й Ударных армий.

## Подчинение
В составе действующей Армии:
- с 03.10.1944 по 18.03.1945
- с 05.04.1945 по 11.05.1945

| Дата            | Фронт (округ) | Армия     | Корпус | Дивизия | Бригада | Примечания |
| --------------- | ------------- | --------- | ------ | ------- | ------- | ---------- |
| 01.09.1944 года | МВО           | -         | -      |         |         |            |
| 01.10.1944 года | РВГК          | -         | -      |         |         |            |
| 01.11.1944 года | 2-й УФ        | -         | 7 мк   |         |         |            |
| 01.12.1944 года | 3-й УФ        | -         | 7 мк   |         |         |            |
| 01.01.1945 года | 3-й УФ        | -         | 7 мк   |         |         |            |
| 01.02.1945 года | 3-й УФ        | -         | 7 мк   |         |         |            |
| 01.03.1945 года | РВГК          | -         | 7 мк   |         |         |            |
| 01.04.1945 года | РВГК          | -         | 7 мк   |         |         |            |
| 01.05.1945 года | 2-й УФ        | 1 гв. КМГ | 7 мк   |         |         |            |

## Боевой и численный состав полка
Директивой ГШКА № Орг/3/305512 от 13.02.1944 г. сформирован по штату № 010/460 (танки ИС-2).
По штату полк состоял из четырех танковых рот (в каждой по 5 машин), роты автоматчиков, роты технического обеспечения, взвода управления, саперного и хозяйственного взводов и полкового медицинского пункта (ПМП).
Каждый полк должен был иметь 90 офицеров, 121 человек сержантского состава и 163 человек рядового состава. Всего — 374 человека личного состава и 21 танк ИС 2, включая танк командира, 3 английских БТР Универсал и 1 БА-64.
Численный состав:
| дата | объединение | Личный состав | Типы танков (исправных/неисправных) | Всего | Примечание |
|      |             |               |                                     |       |            |
|      |             |               |                                     |       |            |
|      |             |               |                                     |       |            |

## Боевой путь

Танк ИС-2 № 19 с гвардейским знаком и знаком полка на башне. Бенешов 1945.

В боевых действиях участвовал в составе 7 мск.

## Командный состав полка
Командиры полка

Командир полка Климачев Григорий Степанович

КЛИМАЧЕВ Григорий Степанович, гв. полковник, на 10.44, по 11.11.1944; погиб — 12.11.44
ВАСИЛЕНКО Филипп Трофимович, гв. майор; на 12.44, 01.45;
ГЕРАСИМОВ Николай Яковлевич, гв. подполковник; на 01.45, 04.45
Начальники штаба полка
ФИЛАТОВ, гв. подполковник; на 10.44, 01.45
ВОРОНОВ, гв. капитан; на 04.45, 05.45
Заместитель командира полка по строевой части
Заместитель командира полка по технической части
СКИСОВ Владимир Леонтьевич; гв, капитан; на июль 1944 по 09.05.1945
Заместитель командира по политической части
БУТОВ Сергей Никитович, гв майор; на июль 1944 по 09.05.1945

## Награды и наименование
| Награда                          | Дата                                                              | За что получена |
| -------------------------------- | ----------------------------------------------------------------- | --- |
| Почётное звание«Гвардейский»     | Директивой ГШКА № Орг/3/305512 от 13.02.1944                      | При формировании |
| Почетное наименование «Дновский» | Приказ Верховного Главнокомандующего от 24 февраля 1944 года № 77 | В наследование от 37 отдельного танкового полка «В ознаменование одержанной победы соединения и части, наиболее отличившиеся в боях за освобождение города Дно, представить к присвоению наименования „Дновских“ и к награждению орденами.» |

## Примечание

Танк № 18 во время короткой остановки в Йиглаве

- Танк № 18 во время короткой остановки в ЙиглавеТактическим знаком нанесенным на башню танка являлся ромб, с буквой «Д» в центре.[7]